# Dermacentor variabilis
Dermacentor variabilis — вид паразитоформих кліщів родини іксодових (Ixodidae). Паразитує на різноманітних ссавцях, найчастіше трапляється на собаках, іноді уражає також кішок та людей. Личинки і німфи нападають на дрібних гризунів.

## Поширення
Поширений в США, трапляється переважно в східній частині країни.

## Опис
Самці завдовжки 3-4 мм, самиці — 4 мм, після годування — до 15 мм. Забарвлення тіла блідо-коричневого кольору, спинний щиток має сірий малюнок. Ротові щелепи короткі. Основа гнатосоми широка і коротка. Перша пара ніг має гострий шип.

## Життєвий цикл
За своє життя кліщ живиться кров'ю тричі, на різних стадіях життя — шестинога личинка, восьминога німфа та імаго. Личинки живляться 5-15 днів, спускаються на землю, а через 1-2 тижні розвиваються в німфи. Потім німфи приєднуються або до попереднього господаря, або до іншого господаря, і годуються протягом 3-13 днів, і знову спускаються на землю. Через два тижні вони виростають у дорослих і приєднуються до іншого господаря, де продовжують споживати кров, після чого настає період спарювання. Самиці знову від'єднуються і спускаються на землю, щоб відкласти яйця, кількість яких може сягати до 7000 шт.

## Патогенність
Dermacentor variabilis переносить бактерію Francisella tularensis, яка спричинює туляремію у людини. D. variabilis може бути переносником Borrelia burgdorferi, збудника хвороби Лайма, хоча цей кліщ не є основним вектором для передачі цієї хвороби. Також D. variabilis може переносити Anaplasma phagocytophilum, збудника гранулоцитарного анаплазмозу людини та Ehrlichia chaffeensis, збудника моноцитарного ерліхіозу людини.
Дермацентрові кліщі можуть також спричинити кліщовий параліч шляхом вироблення нейротоксину, який індукує швидко прогресуючий млявий параліч, подібний до синдрому Гієна — Барре. Нейротоксин запобігає пресинаптичному вивільненню ацетилхоліну з нервово-м'язових з'єднань.